# 信濃川日出雄
信濃川 日出雄（しなのがわ ひでお、生年月日非公表）は、日本の漫画家。新潟県出身、現在は北海道札幌市在住。男性。作品に『山と食欲と私』がある。

## 来歴
2001年より『ビッグコミックスピリッツ』増刊及び本誌にて読切作品を多数発表する。
2006年、『ビッグコミックスピリッツ』にて『fine.』で週刊連載デビュー。
2008年から2011年に『ヴィルトゥス』（原作：義凡）を同誌で、その続編『古代ローマ格闘暗獄譚SIN』（原作：義凡）を『月刊!スピリッツ』で連載する。
2011年、『SIN』と並行して『FEEL YOUNG』にて、結婚と登山を題材にしたラブストーリー『茜色のカイト』を不定期連載する。
2011年、東日本大震災復興支援チャリティー漫画本『僕らの漫画』に参加し、中心メンバーとして活動する。
2012年12月より、『月刊ヒーローズ』にて『アサシンichiyo』（原作：細野不二彦）を連載する。
2013年3月より、『ジャンプ改』にて『少年よギターを抱け』を連載する。『ジャンプ改』の休刊により単行本4巻までで打ち切りとなる。
2015年9月より、『くらげバンチ』にて『山と食欲と私』を連載中。単行本は発売直後より大重版され、2巻は『@バンチ』新創刊史上最高の初速データを記録、現在既刊は16
巻まで、累計200万部を突破するヒット作となっている。『山と食欲と私』のヒット以降、アウトドアグッズの企画や北海道の地方新聞での連載、ローカルのラジオ出演等、活動の幅を広げている。
社団法人日本漫画家協会会員。

## 人物・作風
2015年ごろから、札幌で半農半漫画的な生活をしながら漫画を制作している。趣味は登山やアウトドア遊び、サッカー観戦、将棋、音楽とバンド、薪ストーブ生活となっており、本人のブログにその様子が記されている。
『fine.』では『このマンガがすごい!2008』にインタビューが掲載されるなど、注目の新人として高い評価を受ける。作品ごとに作風を変えるのが特徴で、『ヴィルトゥス』『SIN』では、執拗な描き込みによる激しいアクション、グロテスクな描写やエロティシズム、人物描写で一部のファンから熱狂的な支持を得る。『茜色のカイト』では女性誌に合わせた柔らかい作風、『山と食欲と私』では読みやすい絵柄で女性キャラクターをメインにテンポの良いショートコメディを展開している。
漫画家やアーティストらとの交遊関係も広く、サンボマスターやMAN WITH A MISSIONのメンバーとの親交も厚い。エイプリルズのレコーディングにも参加した経験を持つ。写真家の青山裕企、アーティストのミヤザキケンスケ、漫画家のすえのぶけいことは大学の同期である。青山の写真集（『JK POSE MANIACS』玄光社）にはイラストと解説を寄稿しており、すえのぶとは『月刊!スピリッツ』で対談している。
『山と食欲と私』では、季節ごとに１週間ほど、山域を決めて5〜6座の山の取材を行なっている。そのため、定期的に休載の必要があることが悩み。2016年8月には南アルプスから北アルプス、立山から富山に抜け、佐渡島まで及ぶ14泊15日の取材ツアーを行った。好きな食べ物はチャーハン、天丼、カツカレー。元アシスタントに、ワカサ・ショウ、奥西チエ、加茂ユウジ、芋畑サリーらがいる。

## 作品リスト
- fine.-ファイン- （全4巻、ビッグコミックス、小学館、『ビッグコミックスピリッツ』、2006年 - 2007年）
- ヴィルトゥス （全5巻、原作：義凡、ビッグコミックス、小学館、『ビッグコミックスピリッツ』、2008年 - 2009年）
- 古代ローマ格闘暗獄譚SIN （全6巻、原作：義凡、ビッグコミックス、小学館、『月刊!スピリッツ』、2010年 - 2011年）
- 茜色のカイト （フィールコミックス、祥伝社、『FEEL YOUNG』、2011年）
- 少年よギターを抱け （全4巻、ヤングジャンプコミックス、集英社、『ジャンプ改』、2013年 - 2015年）
- アサシンichiyo （全2巻、原作：細野不二彦、ヒーローズコミックス、小学館クリエイティブ、『月刊ヒーローズ』、2013年 - 2015年）
- 山と食欲と私（既刊19巻、バンチコミックス、新潮社、『くらげバンチ』、2015年 - 連載中）

## 書籍
- 「山と食欲と私」公式 日々野鮎美の山ごはんレシピ（山と渓谷社、2018年　※監修、イラスト）
- 「山と食欲と私」公式 日々野鮎美の山ごはんレシピ２（山と渓谷社、2020年　※監修、イラスト）
- 「山と食欲と私」公式 鮎美ちゃんとはじめる山登り 気軽に登れる全国名山27選ガイド（著・日々野鮎美、新潮社、2021年　※漫画、イラスト）
- 地方新聞でエッセイを連載してみた。（エッセイ集、ブルーリバー出版、『北海道新聞「さっぽろ１０区」』、2022年 - 連載中）